# لی مارستون
لی مارستون (به انگلیسی: Lea Marston) یک روستا و محله مدنی در بریتانیا است که در شمال وارویکشر واقع شده‌است. لی مارستون ۳۷۸ نفر جمعیت دارد.